# オッスッチョ
オッスッチョ（イタリア語: Ossuccio）は、イタリア共和国ロンバルディア州コモ県トレメッツィーナにある分離集落（フラツィオーネ）。
かつては基礎自治体（コムーネ）であったが、2014年2月4日、隣接するレンノ、メッツェグラ、トレメッツォと合併し、新自治体が発足した。

## 地理

### 位置・広がり
コモ県中部、コモ湖畔に所在する集落。県都コモから北北東へ20kmの距離にある。

### 旧コムーネ
コムーネとしてのオッスッチョは、以下のコムーネと隣接していた。※はコモ湖対岸のコムーネ。
- レンノ - 北東
- レッツェノ - 南※
- サーラ・コマチーナ - 南西
- コロンノ - 西
- ポンナ - 北西
- ポルレッツァ - 北西